# Bataille de Cârlibaba
 (mai 2025).
 (juillet 2023).
Première Guerre mondiale
Batailles
Front d'Europe de l’Est
- Stallupönen (08-1914)
- Gumbinnen (08-1914)
- Tannenberg (08-1914)
- Île d'Odensholm (08-1914)
- Lemberg (08-1914)
- Krasnik (08-1914)
- Komarów (08-1914)
- Lacs de Mazurie (I) (09-1914)
- Przemyśl (09-1914)
- Vistule (09-1914)
- Łódź (11-1914)
- Limanowa (12-1914)
- Bolimov (01-1915)
- Zwinin (02-1915)
- Lacs de Mazurie (II) (02-1915)
- Przasnysz (02-03-1915)
- Schaulen (04-07-1915)
- Gorlice-Tarnów (05-1915)
- Boug (06-08-1915)
- Narew (07-08-1915)
- Novogeorgievsk (08-1915)
- Varsovie (08-1915)
- Sventiany (09-1915)
- Lac Narotch (03-1916)
- Offensive Broussilov (06-1916)
- Offensive de Baranavitchy (07-1916)
- Turtucaia (09-1916)
- Offensive Flămânda (09-1916)
- Argeș (12-1916)
- Offensive Kerenski (07-1917)
- Bataille de Riga (09-1917)
- Opération Albion (09-10-1917)
- Mărășești (08-1917)
- Traité de Brest-Litovsk (03-1918)
- Traité de Brest-Litovsk (03-1918)
- Bakhmatch (03-1918)

Front d'Europe de l’Ouest
Front italien
Front des Balkans
Front du Moyen-Orient
Front africain
Bataille de l'Atlantique

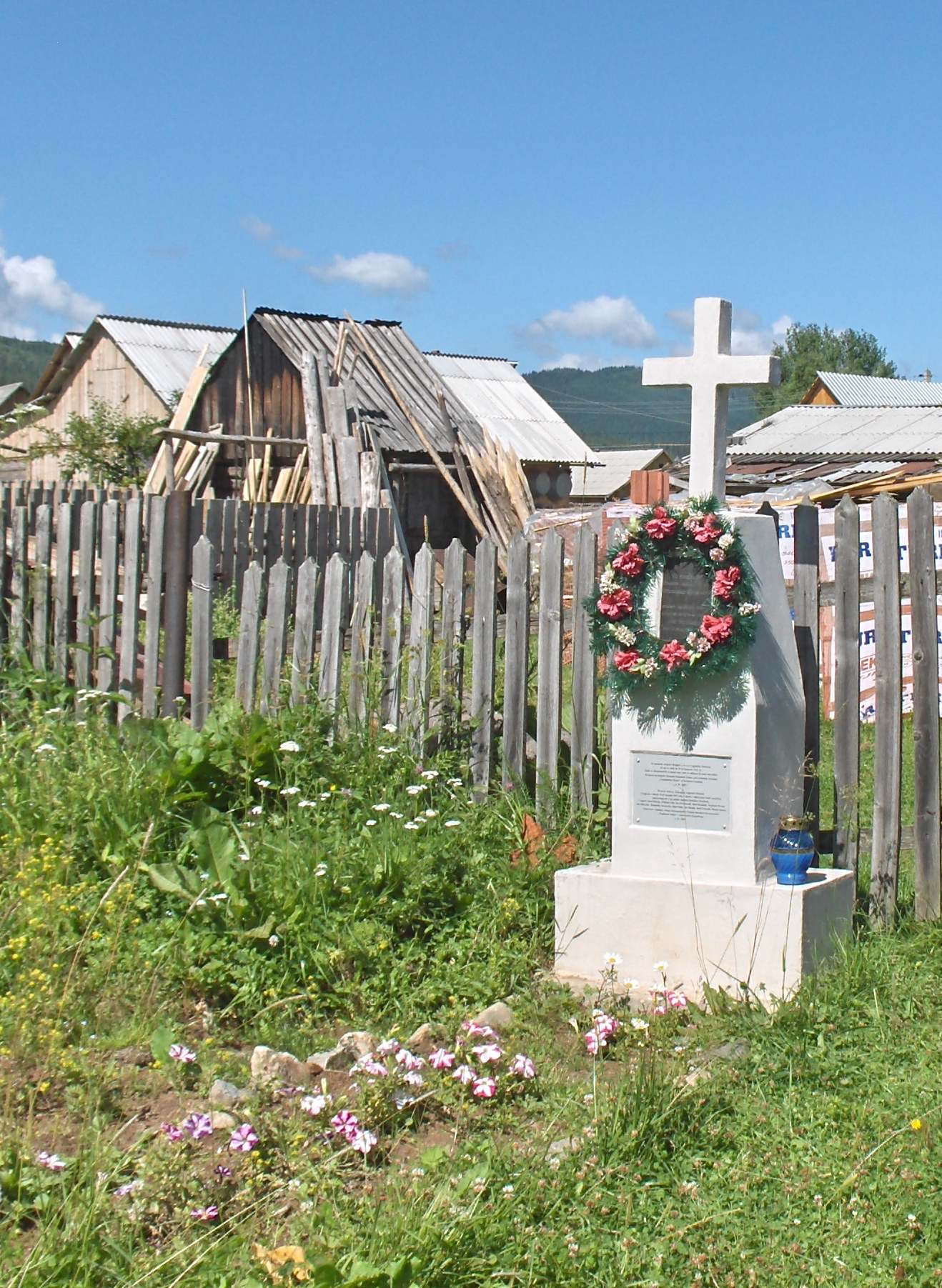
La tombe des soldats des légions polonaises morts au combat, située à Cârlibaba, en Roumanie.

La bataille de Cârlibaba était une bataille du front oriental de la Première Guerre mondiale, menée entre le 18 et le 22 janvier 1915. Elle a eu lieu près du village de Cârlibaba, en Roumanie, près de la rivière Bistrița. Elle a opposée l'Empire russe et l'Autriche-Hongrie. La bataille s'est terminée par la victoire des forces austro-hongroises. Les forces russes étaient commandées par Lucjan Żeligowski, tandis que les forces austro-hongroises l'étaient par Karl von Pflanzer-Baltin, Emil Schultheiss, Zygmunt Zieliński (en) et Marian Januszajtis-Żegota (en).